# Equipo de Copa Davis de Luxemburgo
El equipo de Copa Davis de Luxemburgo es el representante de ese país en dicho campeonato mundial de tenis. Su organización está a cargo de la Federación de Tenis de Luxemburgo.

## Historia
Luxemburgo debutó en la edición de 1947, perdiendo sus primeros 17 partidos hasta que en 1965 logró derrotar a Turquía.
Logró el hito más importante de su historia al clasificar a los play-offs del Grupo Mundial I de la edición de 2024. En aquella serie cayeron eliminados por 3-2 ante Colombia en Bogotá.
En febrero de 2025 volvió a la instancia de los play-offs, esta vez derrotando a Lituania por 3-1 en Ciudad de Luxemburgo, lo que le dio el pase para enfrentar a Chile por el Grupo Mundial en septiembre.

## Última convocatoria (2025)[4]
- Chris Rodesch
- Alex Knaff
- Aaron Gil Garcia
- Raphael Calzi
- Gilles Kremer

## Capitanes
- Roger Wilwert (1947, 1949-1950)
- Paul Decker (1948)
- Leon Lefevre (1951)
- Marcel Bove (1952, 1954-1957)
- Victor Klees (1953)
- Geza Wertheim (1958-1964)
- Gaston Wampach (1965, 1966)
- Ferdinand Weyler (1965)
- Georges Weyrich(1967-1968, 1974)
- Frank Baden (1969-1970, 1972)
- Joseph Offenheim (1971, 1975)
- Fernand Houblie (1971, 1973)
- Joa Neuman (1976)
- Ernest Betzen (1989)
- Pavel Korda (1989)
- Ladislav Tyra (1990-1993)
- Adrien Graimprey (1993)
- Laurent Marty (1995-1999)
- Johny Goudenbour (2001-2007)
- Jacques Radoux (2008-2013)
- Johny Goudenbour (2014-2018)
- Gilles Müller (2019-presente)